# Turribius van Astorga
Turribius van Astorga (Astorga, 402? – aldaar, 476) is een Spaans heilige en bisschop van Astorga.

## Leven
Nadat hij al zijn bezittingen verkocht had, vertrok Turribius naar Jeruzalem. Hij kwam er in de gunst van patriarch Juvenalis van Jeruzalem en werd benoemd tot hoofdkoster van de Heilig Grafkerk. De omstandigheden waarin het gebeurde zijn niet duidelijk, maar hij slaagde erin verschillende relieken te verzamelen, waaronder vooral het Lignum Crucis opvalt, een stuk van het Heilig Kruis waaraan Christus stierf. Alles wijst erop dat hij dit laatste reliek van Juvenalis zelf kreeg als beloning voor bewezen diensten. Volgens de legende speelde hij ook de hoofdrol in het overbrengen naar El Bierzo (León) van de Virgen de la Encina.
Op de terugweg naar het Iberische Schiereiland kwam Turribius langs Rome, waar hij paus Leo de Grote leerde kennen. Hij verkreeg er zijn benoeming tot aartsdiaken van Tui, waar hij later de priesterwijding ontving. Enkele jaren later, in 444, werd hij benoemd tot bisschop van Astorga. Van daar uit stuurde hij een brief naar de paus waarin hij zijn bezorgdheid uitte over de opgang van een leer die hij als uitgestorven beschouwde: het priscillianisme. In reactie op dit bericht droeg Leo de Grote hem op om een concilie te organiseren – wanneer het daadwerkelijk plaatsvond, is niet duidelijk (sommige auteurs plaatsen het rond het jaar 447) – met als doel alle bisschoppen in de ban te doen die het priscillianisme niet afwezen. Dit wekte zoveel tegenstand op onder het volk en de clerus, zodat hij zich opnieuw in Tui moest terugtrekken.
Enige jaren later kreeg Turribius het hard te verduren onder de vervolgingen van koning Theodorik II, en moest hij zich terugtrekken in de omgeving van de Monsacro, in Asturië. Terug in Astorga overleed hij in het jaar 476. Zijn overblijfselen werden omstreeks de 8e eeuw overgebracht naar de Sint-Turribiusabdij van Liébana, in Cantabrië. Samen met het Lignum Crucis waren ze er veilig voor de mosliminvasie.

## Werk
Van Turribius is een brief uit 445 bewaard, waarin hij ten overstaan van Idatius, de bisschop van Chaves, en Ceponius, en andere bisschop uit Gallaecia, zijn bezorgdheden over het priscillianisme in zijn bisdom uit.
- Gemeinsame Normdatei: 189568542
- Library of Congress Control Number: nr99005058
- Virtual International Authority File: 68848468
- WorldCat: E39PBJf4bb6tm6gpTky4kxFxjC